# Racopilum epiphyllosum
Racopilum epiphyllosum är en bladmossart som beskrevs av Fleischer 1923. Racopilum epiphyllosum ingår i släktet Racopilum och familjen Racopilaceae. Inga underarter finns listade i Catalogue of Life.